# На секретной службе Её Величества (роман)
«На секретной службе Её Величества» (англ. On Her Majesty's Secret Service) — десятый роман Яна Флеминга о Джеймсе Бонде, считающийся самой захватывающей книгой писателя.
Агенту 007 предстоит сразиться с могущественной международной организацией Спектр. Бонд тайно проникает на базу зловещих заговорщиков, надежно укрытую среди величественных альпийских вершин.

## Аннотация
Охота Джеймса Бонда за Блофельдом продолжается, но не приносит результата. Попытки убедить М в том, что его используют неэффективно и что лучше заняться чем-то другим, также безуспешны. 007 снова подумывает над своей отставкой. Все меняет почти случайное знакомство с Терезой ди Вичензо, которую Бонд спасает от самоубийства. Её отец Марк-Анж Драко, глава Корсиканского союза, готов помочь найти Блофельда, но для этого Бонд должен вернуть его дочери вкус к жизни. 007 решает рискнуть и «поймать двух зайцев» — расправиться с Блофельдом и наконец-то обустроить свою личную жизнь, связав её с очаровательной Трейси.

## Персонажи
- Джеймс Бонд / Агент 007 — главный герой
- Граф Де Блевиль / Эрнст Ставро Блофельд — главный злодей
- Графиня Тереза де Винчензо / Трейси — девушка и жена Бонда
- М — начальник Бонда
- Руби Виндсор — девушка Бонда
- Ирма Бунт — второстепенный злодей
- Марк-Анж Драко — союзник Бонда
- Сэр Хилари Брей — союзник Бонда
- Мэри Гуднайт — секретарь Джеймса Бонда
- Шон Кэмпбелл — союзник Бонда

## Киноадаптация
Одноимённая экранизация является шестым фильмом о Джеймсе Бонде и единственным, в котором роль Бонда исполнил австралийский актёр Джордж Лэзенби, ставший первой заменой Шона Коннери. «На секретной службе Её Величества» является очень точной адаптацией одноименного романа. Отличия здесь незначительны:
- Блофельд планирует свои теракты не только в Британии, а по всему миру.
- В фильме объединены две сюжетных линии — роман с Трейси и поиски Блофельда — Блофельд похищает Трейси и удерживает её на Пике Глория.
- Титул Блофельда в фильме — граф Бальтазар Де Блошан.